# Senopterina varia
Senopterina varia är en tvåvingeart som beskrevs av Daniel William Coquillett 1900. Senopterina varia ingår i släktet Senopterina och familjen bredmunsflugor.
Artens utbredningsområde är Florida. Inga underarter finns listade i Catalogue of Life.